# نصف‌النهار ۲۰ درجه غربی
نصف‌النهار ۲۰ درجه غربی ۲۰مین نصف‌النهار غربی از گرینویچ است که از لحاظ زمانی ۱ساعت و ۲۰دقیقه با گرینویچ اختلاف زمانی دارد.
این نصف‌النهار از قطب شمال شروع و از مناطق زیر گذشته و به قطب جنوب ختم می‌شود.
- گرینلند
- اقیانوس اطلس